# Illes de l'estret de Torres

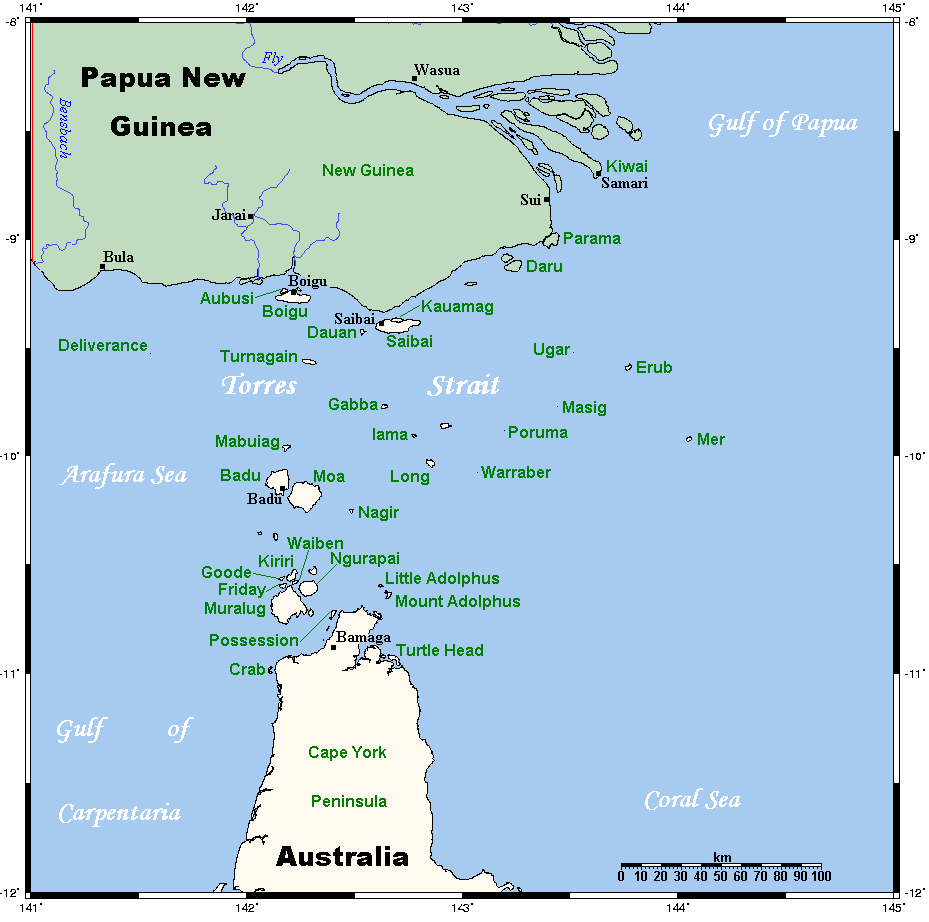
Illes de l'estret de Torres

Les illes de l'estret de Torres (en anglès: Torres Strait Islands) són un grup de com a mínim 274 illes petites que es troben a l'estret de Torres, el braç de mar que separa el nord de l'Austràlia continental, península de York, de l'illa de Nova Guinea. En la seva major part aquestes illes formen part de l'estat australià de Queensland, com una regió autònoma amb un estatus especials pels habitants melanesis d'aquestes illes (Illencs de l'estret de Torres). Unes poques illes pertanyen a la província occidental de Papua Nova Guinea, essent la més important l'illa de Daru on hi ha la capital provincial.

## Història
El capità James Cook en va relamar la sobirania britànica el 1770. L'arribada el missioner Samuel Macfarlane a l'illa Darnley l'1 de juliol de 1871 se celebra anualment com el de l'arribada de la Llum ("The Coming of the Light") pels illencs. Les illes de l'estret van ser annexionades a Queensland. el 1879. Quan Papua Nova Guinea es va independitzar el 1975 d'Austràlia van reclamar la totalitat de les illes de l'estret de Torres però es va arribar a un acord amb Austràlia per a mantenir l'statu quo i en la pràctica els dos estats col·laboren en la gestió dels recursos de l'estret.

## Geografia
Lesilles estan distribuïdes en una superfície aproximada de 48.000 km². El punt més estret està a una distància d'Austràlia de 150 km i entre les illes d'es a oest hi ha uns 2000–300 km. Moltes d'aquestes illes són els cims d'un pont de terra que no an quedar submergides quan el nivell de les aigües va pujar fa segles. Els ecosistemes terrestres i marins són rics amb espècies úniques o poc corrents com els cocodrils d'aigua saladaues, tortug i els sirènids. These islands are also a distinct physiographic section of the larger Cape York Platform province, which in turn is part of the larger East Australian Cordillera physiographic division.
Les illes que pertanyen a Austràlia de l'estret de Torres es classifiquen en cinc grups:
Illes del nord-oest
- Sabai
- Boigu
- Dauan

Illes de l'oest
- Moa
- Badu
- Mabuiag

Illes interiors
- Waiben (o Thursday Island)
- Illa de la Banyaa
- Muralag (Illa del Príncep de Gal·les)
- Dumaralug

Illes centrals
- Gebar
- Iama
- Masig
- Poruma

Illes del'est
- Illa Murray (Mer)
- Erub
- Ugar

## Demografia
Els indígenes són melanesis, d'origen diferent als aborígens australians. La població total (2001) era de 8,089 habitants dels quals 6.214 eren indígenes melanesis.